# Candice Swanepoel
Candice Susan Swanepoel (sinh ngày 20 tháng 10 năm 1988) là một người mẫu nội y người Nam Phi của hãng Victoria's Secret. Cô từng lọt Top 10 người mẫu có thu nhập cao nhất năm 2012 do tạp chí Forbes thống kê,.

## Sự nghiệp
Swanepoel từng chụp ảnh bìa cho các tạp chí Vogue phiên bản Australia, Brasil, Mexico, Hy Lạp, Tây Ban Nha, Bồ Đào Nha, Nhật và Italiy, ELLE phiên bản Brasil, Anh, German và Nam Phi, GQ phiên bản Anh, Nam Phi, Romani, Mexico và Trung Quốc, Harper's Bazaar phiên bản Mỹ, Thổ Nhĩ Kỳ, Tây Ban Nha, Séc và Ac-hen-ti-na, i-D, Lush and Ocean Drive (Mỹ) và nhiều quảng cáo cho Nike,Diesel, Guess?, Tommy Hilfiger, Tom Ford, Prabal Gurung, Swarovski, Colcci,True Religion, Ralph Lauren, Miu Miu, Juicy Couture and Versace. Swanepoel từ sải bước trên sàn cătwalk của Tommy Hilfiger, Dolce and Gabbana,Michael Kors, Donna Karan, Giambattista Valli, Jason Wu, Prabal Gurung, Rag & Bone, Oscar de la Renta, Fendi, Chanel, Elie Saab, Diane von Fürstenberg,Sportmax, Betsey Johnson, Stella McCartney, Viktor and Rolf, Givenchy, Jean Paul Gaultier, Christian Dior, Blumarine và nhiều thương hiệu khác, ví dụ như Victoria's Secret (từ năm 2007). Cô còn xuất hiện trong nhiều quảng cáo nội y, là người mẫu chính cho mẫu hàng "SWIM" năm 2010 cùng với Lindsay Ellingson, Rosie Huntington-Whiteley, Behati Prinsloo và Erin Heatherton.
Năm 2010, Swanepoel trở thành 1 thiên thần của Victoria's Secret. Swanepoel làm người mẫu cho mẫu đồ tắm của Kardashians năm 2010. Ngày 12 tháng 8 năm 2010, Swanepoel chính thức cắt băng khánh thành cho cửa hàng của Victoria's Secret ở Canada, ở trung tâm thương mại West Edmonton thành phố Edmonton.  Năm 2013, Swanepoel là gương mặt đại diện cho dòng đồ bơi rất được ưa chuộng của Victoria's Secret. Năm 2013, Swanepoel được chọn để mặc bộ Fantasy Bra tại Victoria's Secret Fashion Show 2013. Bộ nội y trị giá 10 triệu đôla "Royal Fantasy Bra" được chế tác bởi Mouawad, chiếc áo ngực và quần lót cùng bộ có tới 4,200 viên đá quý, bao gồm ruby, kim cương, saphia vàng, ở giữa có mặt chuyền vàng 18 karat với 1 viên ruby 52 karat ở giữa. "Royal Fantasy Bra" là bộ nội y đắt nhất thế giới tính từ năm 2005, cùng với bộ Sexy Splendor Fantasy Bra được trình diễn bởi Gisele Bündchen.

## Sự nổi tiếng
Swanepoel được bầu chọn ở vị trí 61 năm 2010 và 62 năm 2011 trong cuộc bình chọn "100 người phụ nữ quyến rũ nhất trên thế giới" thường niên của  FHM; đứng vị trí thứ nhất trong danh sách "Hot 100" của Maxim 2014.
Năm 2013, Candice Swanepoel được lựa chọn là gương mặt của năm và diện bộ đồ lót trị giá 10 triệu USD, Royal Fantasy Bra, trong show diễn cuối năm của Victoria's Secret.
| “                   | Họ lấy số đo của tôi để làm nên mẫu áo lót tuyệt vời này. Tôi đã rất vui mừng. Tôi cố gắng tưởng tượng Royal Fantasy hoàn tất sẽ trông như thế nào nhưng vẫn bất ngờ khi nhìn thấy vẻ đẹp của nó. Tôi thích nhất là viên ruby hình quả lê 52 carat treo ở giữa. Cái áo rất tinh tế. Tôi chưa bao giờ mặc thứ gì đắt tiền thế này, quả là thử thách lớn. Hai vệ sĩ đi theo bảo vệ chiếc áo ngực và chúng tôi đều phải rất thận trọng | ” |
| — Candice Swanepoel | |   |

## Tài sản
Swanepoel lần đầu xuất hiện ở vị trí thứ 10 trong danh sách Những Người Mẫu Có Thu Nhập Nhất Thế giới với thu nhập ước tính là 3 triệu Dollar trong khoảng thời gian giữa năm 2010 và 2011. Năm 2013 đứng thứ 9 với thu nhập ước tính là 3,3 triệu Dollar.

## Đời tư
Candice sinh ra và lớn lên ở vùng Mooi River, Nam Phi, trong một gia đình Nam Phi gốc Hà Lan. Lúc 15 tuổi, cô được phát hiện bởi một người huấn luyện người mẫu ở một chợ đồ cũ Durban. Cô ấy có thể nói trôi chảy tiếng Nam Phi, tiếng Anh, tiếng Bồ Đào Nha (là thứ tiếng cô học được từ người yêu cô) - người mẫu Hermann Nicoli từ Brazil. Candice đã yêu Herman từ năm cô 17 tuổi từ lần gặp nhau đầu tiên ở Paris. Tháng 8 năm 2015, cả hai công bố đính hôn. Tháng 3 năm 2016, cô thông báo đang mang thai đứa con đầu lòng. Con trai của Candice tên Anaca ra đời vào ngày 5 tháng 10 năm 2016. Năm 2017, Candice sinh sống ở New York. Tháng 12 năm 2017, cô mang thai đứa con thứ hai, cũng là con trai tên là Ariel.
Tháng 11 năm 2018, cô và bạn trai Herman Nicoli chính thức chia tay.